# Et uus saaks alguse
„Et uus saaks alguse“ (do češtiny přeloženo jako Nový začátek) je píseň nazpívaná estonskou zpěvačkou Birgit Õigemeel. Byla napsána Mihkelem Mattisenem a Silvií Soro a produkována Mihkelem Mattisenem a Timem Vendtem.
S touto písní Bitgit reprezentovala Estonsko na Eurovision Song Contest 2013 v Malmö. Píseň soutěžila v prvním semifinále 14. května 2013 a umístila se 10. místě s 54 body, čímž se kvalifikovala do finále. Tam 18. května 2013 skončila na 20. místě se ziskem 19 bodů od Finska, Lotyšska a Litvy.
Vedle Bitgit byly 3 doprovodní vokalisté, a to Kaido Põldma, Lauri Pihlap a Raimondo Laikre. Kaido Põldma a Lauri Pihlap se na pódiu již objevili v roce 2001, kdy Estonsko vyhrálo soutěž v Kodani.
Nahrány byly i verze v několika jiných jazycích — v angličtině („New Way to Go“), španělštině („Volver a empezar“), švédštině („Allting börjar om“) a ruštině („Светлое начало“).

## Seznam písní
Digitální stažení
1. Et uus saaks alguse — 3:57

## Žebříčky

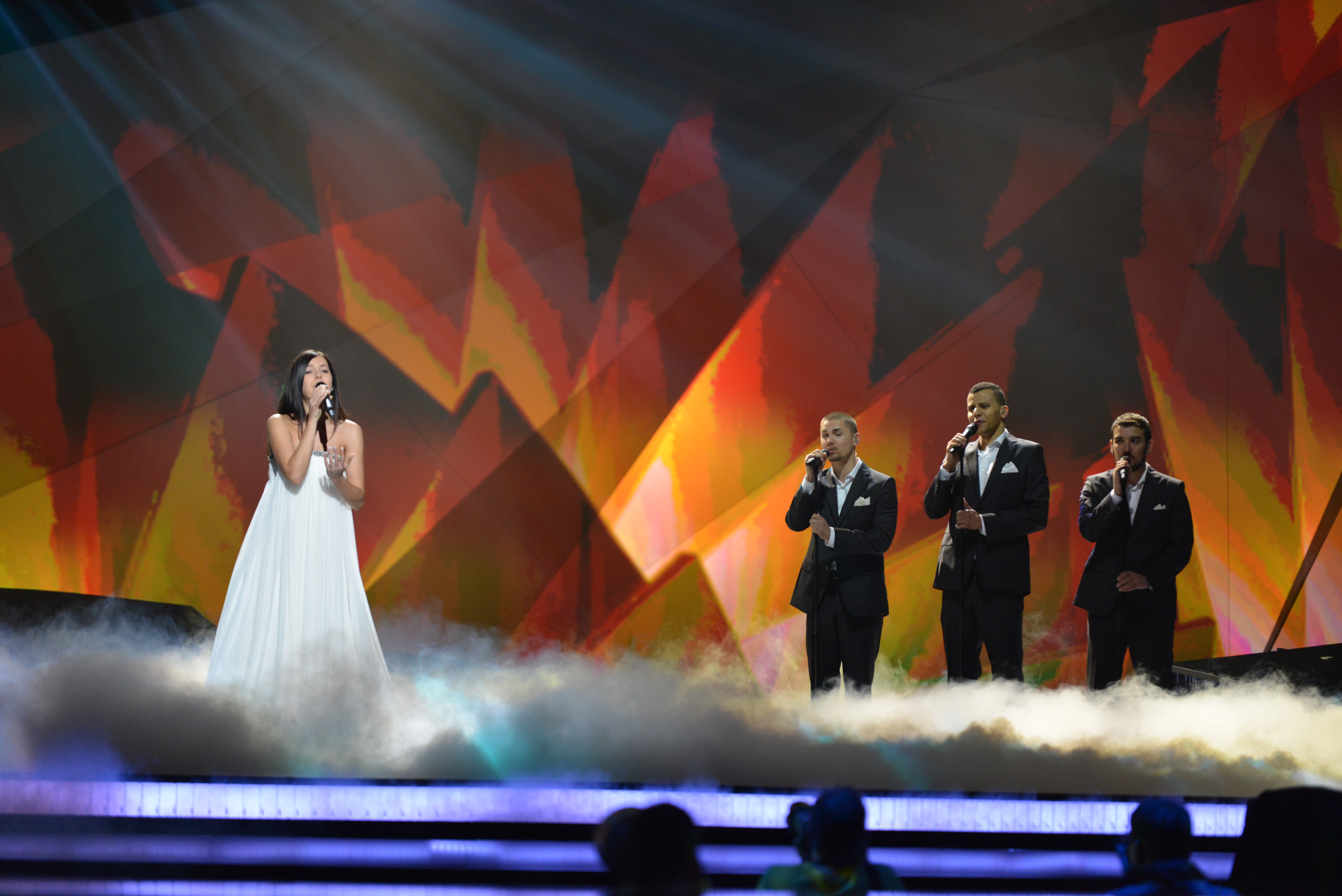
Bitgit vystupuje na Eurovision Song Contest 2013 s písní „Et uus saaks alguse“

| Žebříčky (2013)            | Nejvyšší pozice |
| -------------------------- | --------------- |
| Estonsko (Elmari Top 10)   | 1               |
| Estonsko (Uuno top 25)     | 3               |
| Estonsko (Sky Plus Top 40) | 3               |